# انگات، افغانستان
انگات (به لاتین: Angat) یک منطقهٔ مسکونی در افغانستان است که در ولایت بدخشان (افغانستان) واقع شده‌است.